# Joshua Lakatos
Joshua Lakatos, né le 24 mars 1973 à Pasadena, est un tireur sportif américain. 

## Carrière
Joshua Lakatos participe aux Jeux olympiques de 1996 à Atlanta où il remporte la médaille d'argent en trap.